# Isothecium sprucei
Isothecium sprucei là một loài rêu trong họ Brachytheciaceae. Loài này được Philippe mô tả khoa học đầu tiên năm 1847.